# Peter Weiland
Peter Weiland (* 21. März 1940 in Einfeld; † 22. Januar 2014 in Schönberg in Holstein) war ein deutscher Boxer.

## Karriere
Weiland, dessen Vater im Zweiten Weltkrieg gefallen war, wuchs in Latendorf und Neumünster auf. Er durchlief ab 1955 auf der Zeche Lohberg in Dinslaken eine Lehre zum Bergmann. Beim BC Dinslaken erlernte er den Boxsport. Er arbeitete bis 1960 im Bergbau und ging dann nach Neumünster zurück. Er war fortan beruflich als Metallarbeiter tätig.
Als Amateurboxer erzielte er bundesweit keine Erfolge, war aber mehrfach Landesmeister Schleswig-Holsteins. Weilands Laufbahn als Berufsboxer, die er eigener Aussage nach des Geldes wegen begonnen hatte, bescherte ihm im Jahr 1964 in seinen ersten beiden Kämpfen zwei Niederlagen. Er galt als schwerfällig und mit fast 260 Pfund als übergewichtig. Weiland verringerte sein Gewicht und blieb nach seinen Auftaktniederlagen in 16 Kämpfen (14 Siege, zwei Unentschieden) unbesiegt. Mitte April 1967 trat er vor 8000 Zuschauern in Kiel gegen Titelträger Gerhard Zech an, es ging um die deutsche Meisterschaft im Schwergewicht. Weiland verlor erstmals in seiner Laufbahn durch K.o.

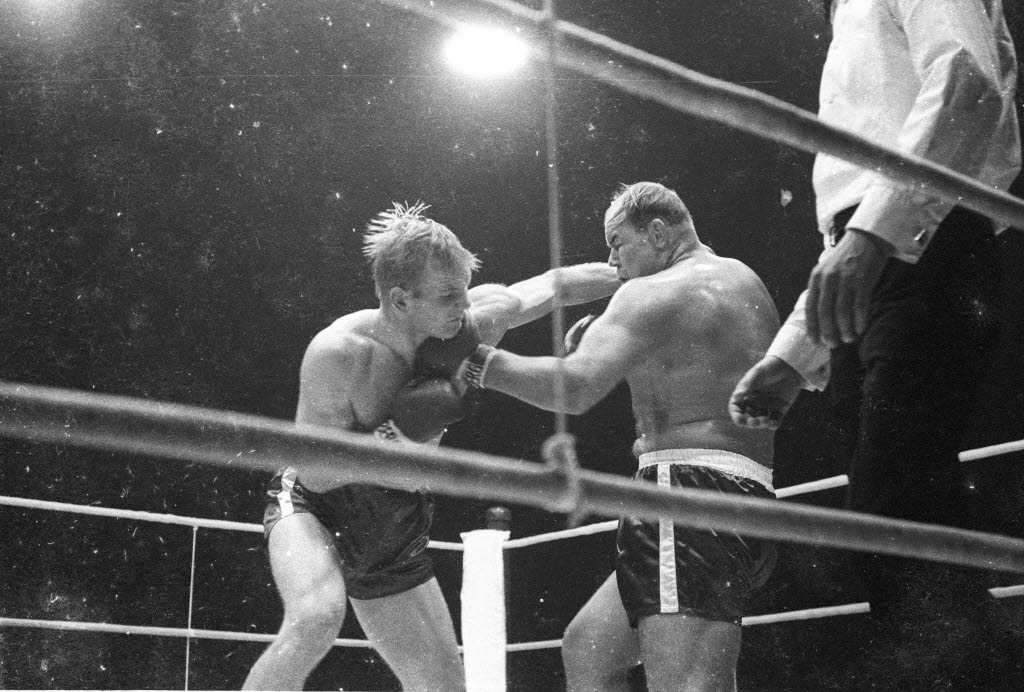
Peter Weiland (rechts) im Kampf gegen Jürgen Blin (1968).

Durch einen Sieg gegen Jürgen Blin wurde Weiland, der von Theo Wittenbrink als Manager betreut wurde, 1968 deutscher Meister im Schwergewicht. Ausgetragen wurde der Kampf vor 7000 Menschen in der Ostseehalle Kiel. Weiland ließ Blin im Laufe des Kampfes kommen und setzte auf Konter. Er brachte häufig seine als Haken geschlagene Linke ins Ziel, was das Hamburger Abendblatt als „nicht spektakulär, aber stetig“ einstufte.
Am 6. Dezember 1969 wurde er, trainiert von Harry Kneipp, durch seinen Sieg über den Franzosen Bernard Thebault Europameister im Schwergewicht. Wiederum fand dieser Kampf in Kiel statt. Weiland brachte gegen den Franzosen erneut seinen linken Leberhaken an, der sein Markenzeichen war. „Die schwere Linke des Deutschen, die sich den Weg zur Leber des Gegners mit der Präzision und Unausweichlichkeit eines Torpedos sucht, kann den besttrainierten Mann, den raffiniertesten Boxkünstler zum ohnmächtigen Opfer erniedrigen und auf den Ringboden ‚versenken‘“, beschrieb das Hamburger Abendblatt Weilands Spezialschlag. Für den EM-Kampf wurde Weiland mit 35 000 D-Mark entlohnt. Am 3. April 1970 verlor er seinen Titel, als er ihn erstmals verteidigen wollte. Er unterlag in dem in Madrid ausgetragenen Kampf gegen den Spanier José Manuel Urtain. Im Januar 1971 musste Weiland auch den deutschen Meistertitel abgegeben. In der West-Berliner Deutschlandhalle unterlag er Horst Benedens. Weiland, der eine Gage von rund 40 000 D-Mark erhielt, verlor durch Abbruch. Der Ringrichter beendete den Kampf in der achten Runde wegen einer Verletzung Weilands.
Weilands Karriere endete 1971 nach einem Autounfall. Danach betrieb er eine Gastwirtschaft in Neumünster.